# Cowspiracy
Cowspiracy: The Sustainability Secret es un documental del 2014, producido y dirigido por Kip Andersen y Keegan Kuhn. El documental explora el impacto de la ganadería en el medio ambiente e investiga las políticas de diferentes organizaciones ambientales al respecto. Dentro de las organizaciones investigadas en el documental se encuentran Greenpeace, Sierra Club, Surfrider Foundation, y Rainforest Action Network.
El documental fue financiado en IndieGoGo.

## Personajes Entrevistados[1]
- Lisa Agabian (Sea Shepherd Conservation Society)
- Manucher Alemi (Departamento de Recursos Hídricos)
- Lindsey Allen (Rainforest Action Network)
- Kip Andersen (codirector)
- Will Anderson (Greenpeace)
- Deniz Bolbol (American Wild Horse)
- Heather Cooley (Pacific Institute)
- Kamyar Guivetchi (Department of Water Resources)
- Bruce Hamilton (Sierra Club)
- Susan Hartland (Sea Shepherd Conservation Society)
- Michael Klaper (médico)
- Howard Lyman
- Demosthenes Maratos (Sustainability Institute)
- Chad Nelsen (Surfrider Foundation)
- Ann Notthoff (Natural Resources Defense Council)
- Richard Oppenlander (investigador ambiental)
- lauren Ornelas (Food Empowerment Project)
- Michael Pollan
- William Potter
- Leila Salazar (Amazon Watch)
- Geoff Shester (Oceana)
- Kirk R. Smith (Environmental Health Sciences)

## Premios
Cowspiracy ganó el Audience Choice Award en el Festival de Cine Eco de Sudáfrica en el 2015.
1. ↑  «IMDb».
2. ↑  «Cowspiracy Wins Audience Choice Award». The South African Eco Film Festival. 9 de abril de 2015. Archivado desde el original el 16 de abril de 2015. Consultado el 9 de abril de 2015.

- Datos: Q18206270